# Джоана Клас
Сестра Джоана Клас (на английски: Joannes Klas) е американска монахиня от ордена на „Сестрите на Св. Франциск“. През 1997 г. е удостоена с наградата „Нансен“ за принос към каузата на бежанците. Тази награда се присъжда всяка година от Върховния комисариат на ООН за бежанците (ВКБООН) на човек, група или организация като признание за изключителни заслуги в решаване на проблемите на бежанците, разселените лица или на лица без гражданство. Тя е основана през 1954 година.

## Ранен живот и образование
Сестра Джоана е родена в Уисконсин в семейството на Джон и Марта Клас и е една от петте сестри и двама братя. 
Тя израства в Сейнт Роуз Периш във Фредония, щата Уисконсин и се присъединява към общността на Училищните сестри на Св. Франциск, Милуоки през 1952 г. 

## Мисия
Първата ѝ мисия е като учител в Уотърфорд, Уисконсин от 1954 до 1968 г. През 1969 г. тя се премества в енорията на „Света Тереза“ в Милуоки и преподава на седмокласници. През 1976 г. е поканена да участва в Програма за осъзнат живот, където да има възможността да живее, учи и да участва в друга култура, като по този начин е приета да отиде в Индия. Впоследствие работи със стачкуващи миньори в Кентъки. Работата на сестра Джоана с Южняци за икономическа справедливост я отвежда в Тюпълоу, Мисисипи от 1980 до 1982 г. През 1982 г. тя посещава бежански лагер на границата между Мексико и Гватемала и още един в Хондурас като международен наблюдател. Клас остава там с цел да подпомогне бежанското общество на Гватемала. С помощта на малък бюджет от ООН за консумативи, тя успява да създаде училище.
В крайна сметка бежанците са изпратени обратно в Ялмеч в Северна Гватемала. Новото село е наречено Сан Хосе ел Тезоро на името на бежанския лагер под името Ел Тезоро. Сестра Джоана остава с тях.
През 1997 г. по повод присъждането на наградата „Нансен“ на сестра Джоана, генералният секретар на ООН Кофи Анан прави следните коментари, свързани с поздравяването ѝ:
| „ | Радвам се да се присъединя към вас и да отдам почит на сестра Джоана Клас, удостоена с медал Нансен за 1997 г. за нейния изключителен принос за каузата на бежанците. Сестра Джоана е била страстен защитник на правата и благосъстоянието на гватемалските бежанци от 1982 г. насам. В истинския дух на хуманизма на Нансен, тя е работила с тях на местно и основно ниво -- първо в трудни и опасни условия в бежански лагери в Хондурас, където е получила значителна подкрепа от организация „Каритас“; а след това в района Ялпамеч в Гватемала, където бежанците се връщат доброволно в 1991 г. По тяхно искане, сестра Джоана н се присъединява към преместването на бежанците. Оттогава тя живее и работи сред тях, подкрепя и насърчава усилията им за създаване на общности и за възстановяване от ударите и травмата на преселването." | “ |

Сестра Джоана продължава да прекарва време в Ялпеч и води доброволци от църквата си в щата Уисконсин в Гватемала.